# Matti K. Mäkinen
Matti Kalervo Mäkinen, född 28 april 1932 i Helsingfors, död 19 maj 2017 i Esbo, var en finländsk arkitekt.
Mäkinen utexaminerades från Tekniska högskolan i Helsingfors 1958 och blev teknologie licentiat 1972. Han var chef för byggnadsavdelningen vid centralandelslaget Valio 1962–1982 och ritade under denna tid en rad moderna mejerier och industribyggnader. Särskilt uppmärksammat blev Valios huvudkontor i Sockenbacka (tillsammans med Kaarina Löfström, 1978). 
Mäkinen var professor i arkitektur vid Uleåborgs universitet 1975–1985, verkställande direktör för Elantos dotterbolag Suunnittelurengas Oy 1982–1985, generaldirektör för Byggnadsstyrelsen 1985–1994 och ledande professor vid Tekniska högskolans miljöbyggnadscentrum 1994–1997. Han var ordförande för Finlands arkitektförbund 1978–1982 och blev teknologie hedersdoktor 1994.